# 1858 en science
| Années de la science : 1855 - 1856 - 1857 - 1858 - 1859 - 1860 - 1861    |
| Décennies de la science : 1820 - 1830 - 1840 - 1850 - 1860 - 1870 - 1880 |

Cet article présente les faits marquants de l'année 1858 en science.

## Événements
- 14 janvier : le traité d'Arthur Cayley intitulé Mémoire sur la théorie des matrices est présenté devant la Royal Society de Londres[1]. Il définit la notion de matrice de manière générale et abstraite[2].

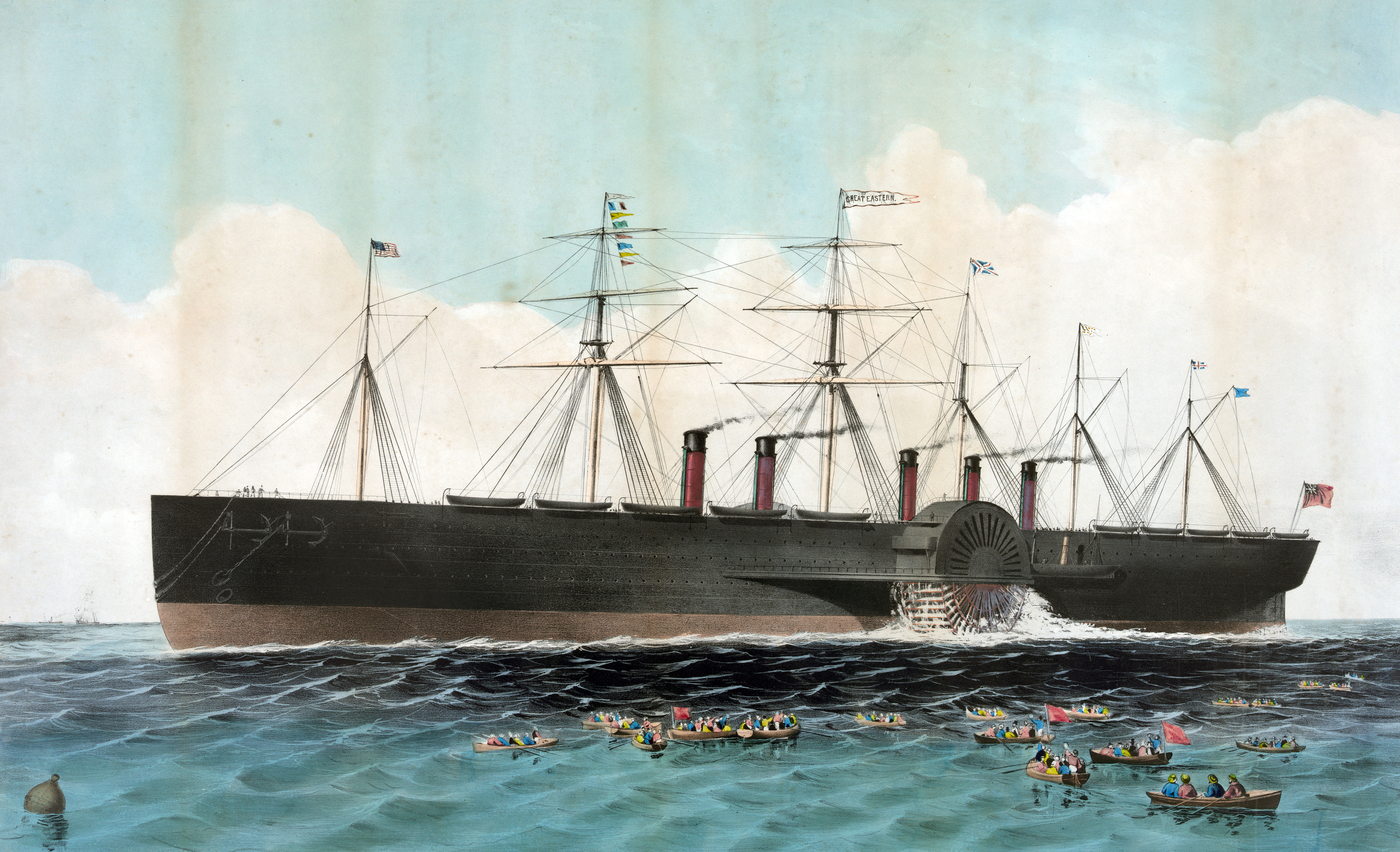
Le Great Eastern (lithographie de 1858).

- 31 janvier : lancement du plus grand paquebot de l'époque, le Great Eastern, conçu par l'ingénieur Isambard Brunel[3].
- 1er juillet : une note de Charles Lyell et Joseph Hooker intitulée On the tendency of species to form varieties présente un mémoire du naturaliste britannique Alfred Russel Wallace rédigé à Ternate en février avec des extraits de deux textes de Charles Darwin à la Société linnéenne de Londres. Elle trace les grandes lignes d'une théorie de l'évolution[4].

- 5 août : première liaison télégraphique transatlantique entre l'Amérique et l'Europe, réalisée avec un câble posé par Cyrus W. Field qui relie Terre-Neuve à l'Irlande ; la communication est rompue dès le 5 septembre[5].
- 11 septembre : l'ingénieur français Pierre Hugon dépose un brevet pour un moteur à explosion[6]. Ses travaux, avec ceux de Lenoir (1859) et de Beau de Rochas (1862) aboutissent à la définition et les principes de fonctionnement des moteurs à deux et à quatre temps.

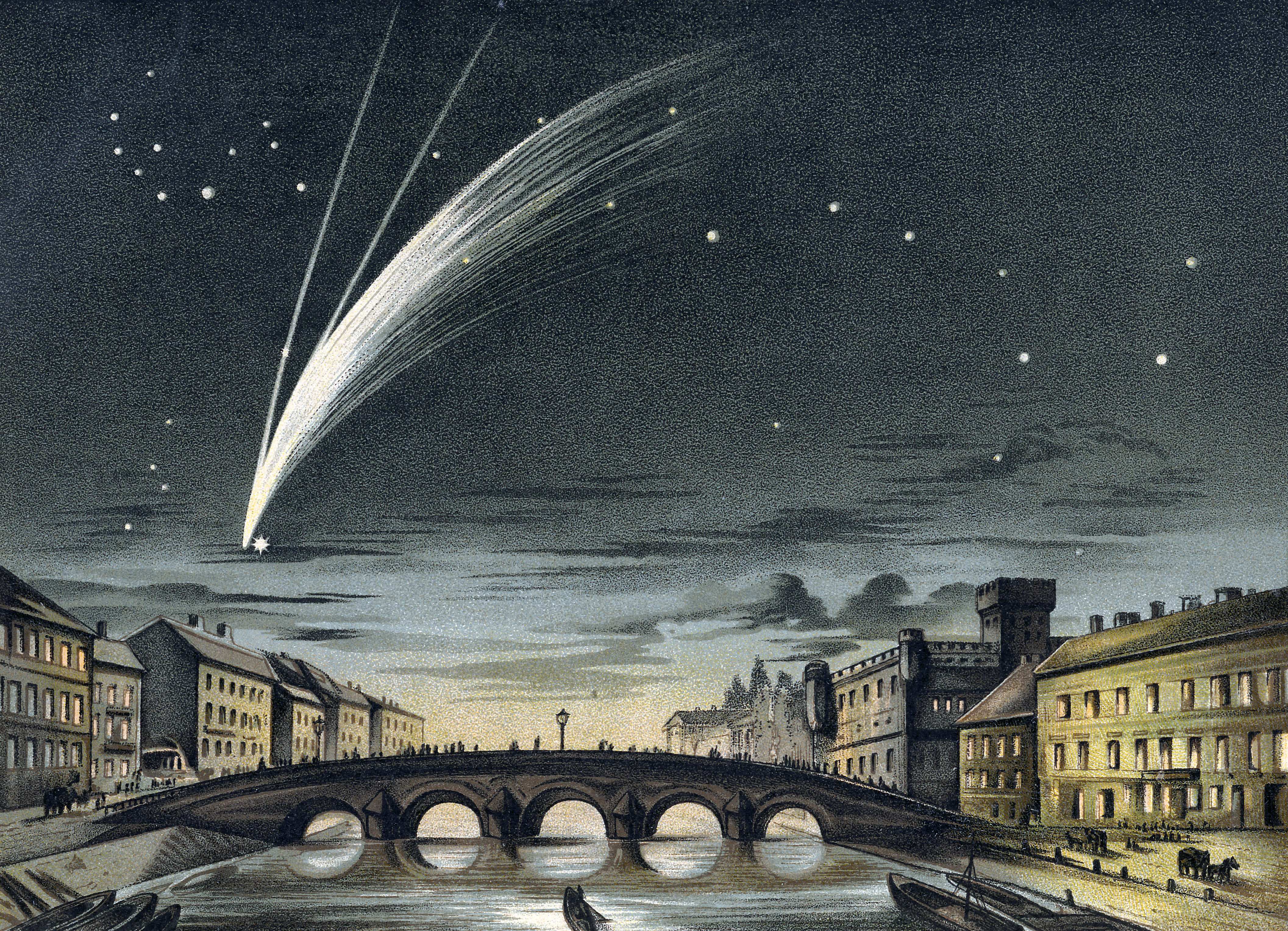
5 octobre : illustration de la Comète Donati C/1858 L1

- 30 septembre : la comète Donati découverte le 2 juin 1858 passe au périhélie[7].

- 25 octobre : le photographe français Nadar dépose un brevet pour la photographie aérostatique[8]. Il prend en ballon la première photographie aérienne au-dessus de Paris[9].
- 8 décembre : le phare de South Foreland au Royaume-Uni est équipé d’installation de lampes à arc électrique par Michael Faraday, le premier après celui de Blackwell en 1857[10].
- 20 décembre : le  biologiste français Félix Archimède Pouchet présente à l'Académie des sciences une note où il affirme que « les protoorganismes végétaux et animaux » naissent spontanément dans de l'air artificiel et dans le gaz oxygène. L'Académie propose le concours suivant : « Essayer par des expériences bien faites de jeter un jour nouveau sur la question des générations spontanées. » Louis Pasteur décide de relever le défis[11].

- Théorie de la valence, du chimiste allemand August Kekulé von Stradonitz qui montre que l’atome de carbone peut se lier avec quatre atomes d’hydrogène, et en écrit la formule pour le désigner[12].

- Le papyrus Rhind est acheté à Louxor par Alexander Henry Rhind, un papyrus de 32 cm de large et d'environ 5 m de long, conservé au British Museum. Il est une des sources les plus importantes concernant les connaissances mathématiques dans l'Égypte antique[13].
- William James Herschel utilise au Bengale les empreintes digitales à des fins administratives[14].

## Publications
- Henry Gray : Anatomy, Descriptive and Surgical.
- Louis Victor Marcé : Traité de la folie des femmes enceintes, des nouvelles accouchées et des nourrices et considérations médico-légales qui se rattachent à ce sujet
- Rudolf Virchow : Die cellularpathologie, l'axiome Omnis cellula e cellula. Le pathologiste allemand Rudolf Virchow publie sa théorie de la pathologie cellulaire d'après laquelle les maladies ont leurs origines dans des altérations des cellules du corps. Il formule que les cellules ne peuvent provenir que de cellules préexistantes : "Omnis cellula e cellula," toutes les cellules viennent de cellules[15].

## Prix
- Médailles de la Royal Society
  - Médaille Copley : Charles Lyell
  - Médaille royale : William Lassell, Albany Hancock
  - Médaille Rumford : Jules Jamin

- Médailles de la Geological Society of London
  - Médaille Wollaston : Hermann von Meyer

## Naissances

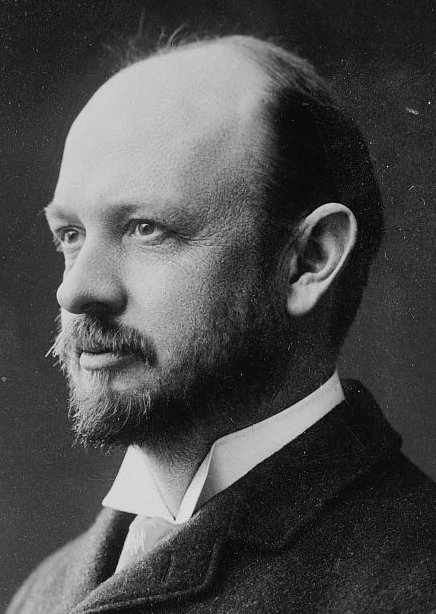
William Henry Pickering

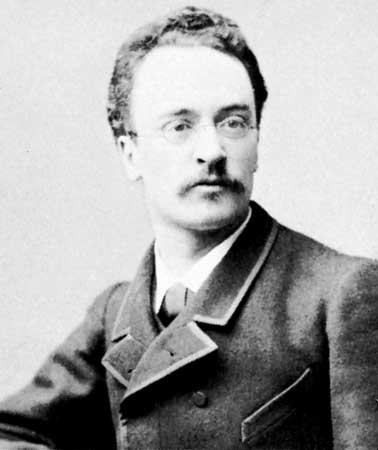
Rudolf Diesel

- 2 janvier : Carl Cranz (mort en 1945), mathématicien et physicien allemand.
- 28 janvier :
  - Edgeworth David (mort en 1934), géologue et explorateur polaire australien.
  - Eugène Dubois (mort en 1940), anatomiste néerlandais.
- 12 février : William Berryman Scott (mort en 1947), paléontologue américain.
- 14 février : Joseph Thomson (mort en 1895), géologue et explorateur écossais.
- 15 février : William Henry Pickering (mort en 1938), astronome américain.
- 21 février : Michael Rogers Oldfield Thomas (mort en 1929), zoologiste anglais.
- 14 mars : Edouard von Toll (mort en 1902), géologue et explorateur germano-balte.
- 18 mars : Rudolf Diesel (mort en 1913), ingénieur allemand.
- 23 avril : Max Planck (mort en 1947), physicien allemand, inventeur de la théorie des quanta, prix Nobel de physique en 1918.
- 17 mai : Mary Adela Blagg (morte en 1944), astronome britannique.
- 25 mai : Charles Cleveland Nutting (mort en 1927), zoologiste américain.
- 10 juin : Jean-Vincent Scheil (mort en 1940), assyriologue et archéologue français.
- 13 juin : Walter Wilson Froggatt (mort en 1937), entomologiste australien.
- 9 juillet : Franz Boas (mort en 1942), anthropologue américain d'origine allemande.
- 25 juillet : Frédéric Wallerant (mort en 1936),  minéralogiste et cristallographe français.
- 30 juillet : Paul-Louis Simond (mort en 1947), biologiste français.
- 31 juillet : Richard Dixon Oldham (mort en 1936), sismologue britannique.
- 28 août : Alexandre Barsanti (mort en 1917), égyptologue italien.
- 1er septembre : Carl Auer von Welsbach (mort en 1929), chimiste, inventeur, ingénieur et industriel autrichien.
- 25 septembre : Adolf Cieslar (mort en 1934), botaniste et agronome autrichien.
- 28 septembre : Gustaf Kossinna (mort en 1931), linguiste et archéologue allemand.
- 2 octobre : Gerard Jakob de Geer (mort en 1943), géologue suédois.
- 19 octobre : George Albert Boulenger (mort en 1937), zoologiste britannique d'origine belge.
- 1er novembre :
  - Edward Robinson] (mort en 1931), archéologue américain.
  - Gustav Wilhelm Ludwig Struve (mort en 1920), astronome russe.
  - Joseph Burr Tyrrell (mort en 1957), géologue, explorateur, cartographe, consultant  minier et historien canadien.
- 13 novembre : Edmond Goblot (mort en 1935), philosophe et logicien français.
- 27 novembre : Johann Baptist Keune (mort en 1937), archéologue allemand.
- 28 novembre : William Stanley Junior (mort en 1916), physicien américain.
- 17 décembre : Henri Gadeau de Kerville (mort en 1940), zoologiste, botaniste, spéléologue et archéologue français.

## Décès

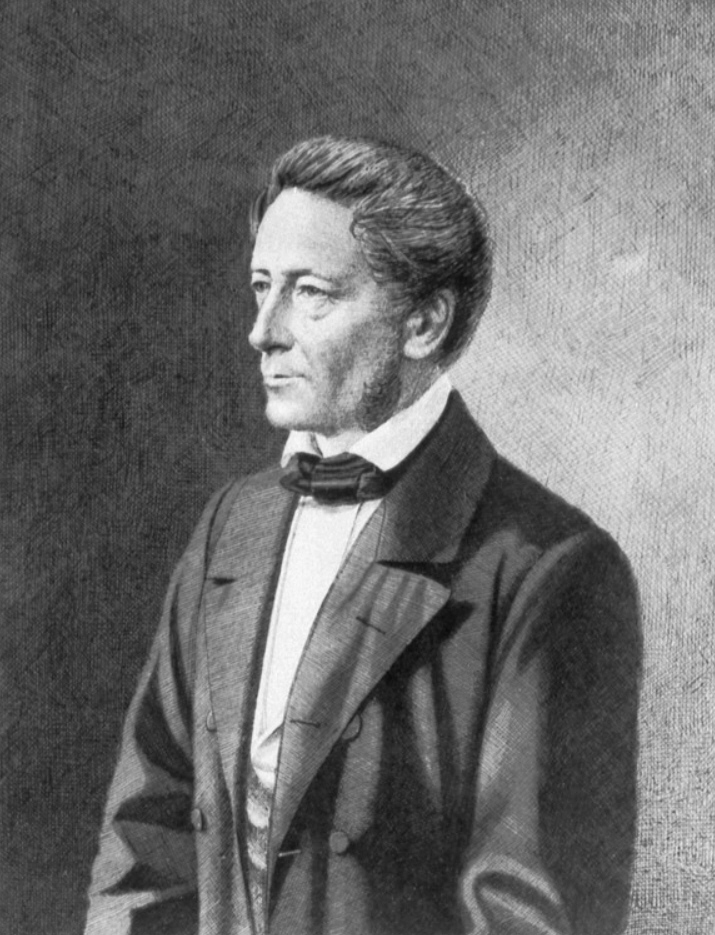
Rudolf Kohlrausch

- 8 janvier : Edward Griffith (né en 1790), naturaliste et solliciteur britannique.
- 30 janvier : Coenraad Jacob Temminck (né en 1778), zoologiste néerlandais.
- 6 février : Georg Friedrich Creuzer (né en 1771), archéologue et philologue allemand.
- 8 mars : Rudolf Kohlrausch (né en 1809), physicien allemand.
- 16 mars : Christian Gottfried Daniel Nees von Esenbeck (né en 1776), botaniste allemand.
- 28 mars : Jean Guillaume Audinet-Serville (né en 1775), entomologiste français.
- 28 avril : Johannes Peter Müller (né en 1801), physiologiste, ichtyologiste et professeur d'anatomie comparée allemand.
- 11 mai : Aimé Bonpland (né en 1773), botaniste français.
- 15 mai : Robert Hare (né en 1781), chimiste, professeur et inventeur américain.
- 10 juin : Robert Brown (né en 1773), botaniste écossais.
- 16 juin : John Snow (né en 1813), médecin britannique.
- 20 juin : Theodor Panofka (né en 1800), archéologue allemand.
- 18 juillet : Ernst Friedrich Glocker (né en 1793), minéralogiste, géologue et paléontologue allemand.
- 16 août : Pierre-François Keraudren (né en 1769), médecin et scientifique français.
- 15 octobre : Carl Gustaf Mosander (né en 1797), professeur et chimiste suédois.